# Villa di Catignano
La villa di Catignano si trova in località Catignano, nel comune di Castelnuovo Berardenga in provincia di Siena.

## Storia e descrizione
Risalente alla seconda metà del XVI secolo, essa deve il suo aspetto attuale ad una ristrutturazione tardo seicentesca, voluta da Claudio Sergardi.
L'accesso avviene attraverso un bel cancello in ferro battuto, sostenuto da due pilastri in travertino, che immette in un cortile trapezoidale in cui si affacciano l'edificio padronale, la tinaia, la fattoria, le scuderie e la cappella, quest'ultima costruita nel 1697 su progetto dello scultore e architetto senese Jacopo Franchini.
La villa, costituita da un blocco di forma rettangolare, non presenta elementi decorativi di pregio, l'unica particolarità esterna è l'angolo sud-est completamente smussato sul quale è murato il blasone della famiglia Sergardi. La villa, oggi di proprietà di un discendente della famiglia Sergardi Biringucci, dopo essere stata restaurata nella prima metà del XX secolo, è adibita a residence turistico.

### La cappella

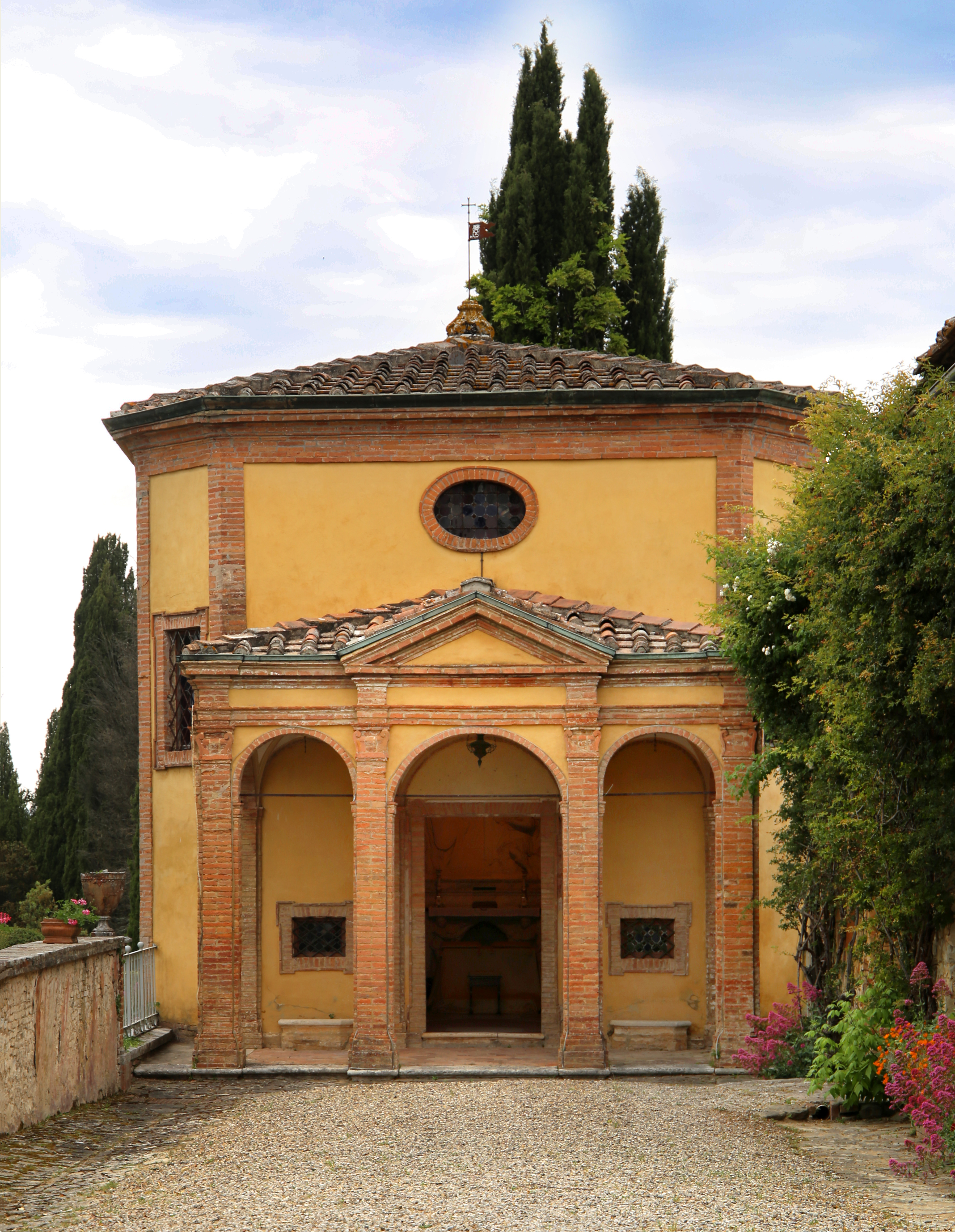
La cappella

La cappella di Santa Croce fu eretta nel 1697 su commissione di Filippo Sergardi e disegno di Jacopo Franchini. Si tratta di un edificio a pianta centrale preceduto da un portico e caratterizzato all'interno da una cupola impostata su base ottagonale e da una ricca decorazione a stucco. L'altare maggiore mostra un rilievo con "Storia della Vera Croce", soggetto ripetuto nelle altre tre tele che ornavano il complesso.
Poco lontano dalla villa si trova anche l'antica chiesa di San Leonardo a Catignano, attestata nel 1224 ed oggi sconsacrata, che è ancora riconoscibile in un edificio romanico con paramento murario in bozze di alberese e abside semicircolare in località La Gavina.

### Il giardino

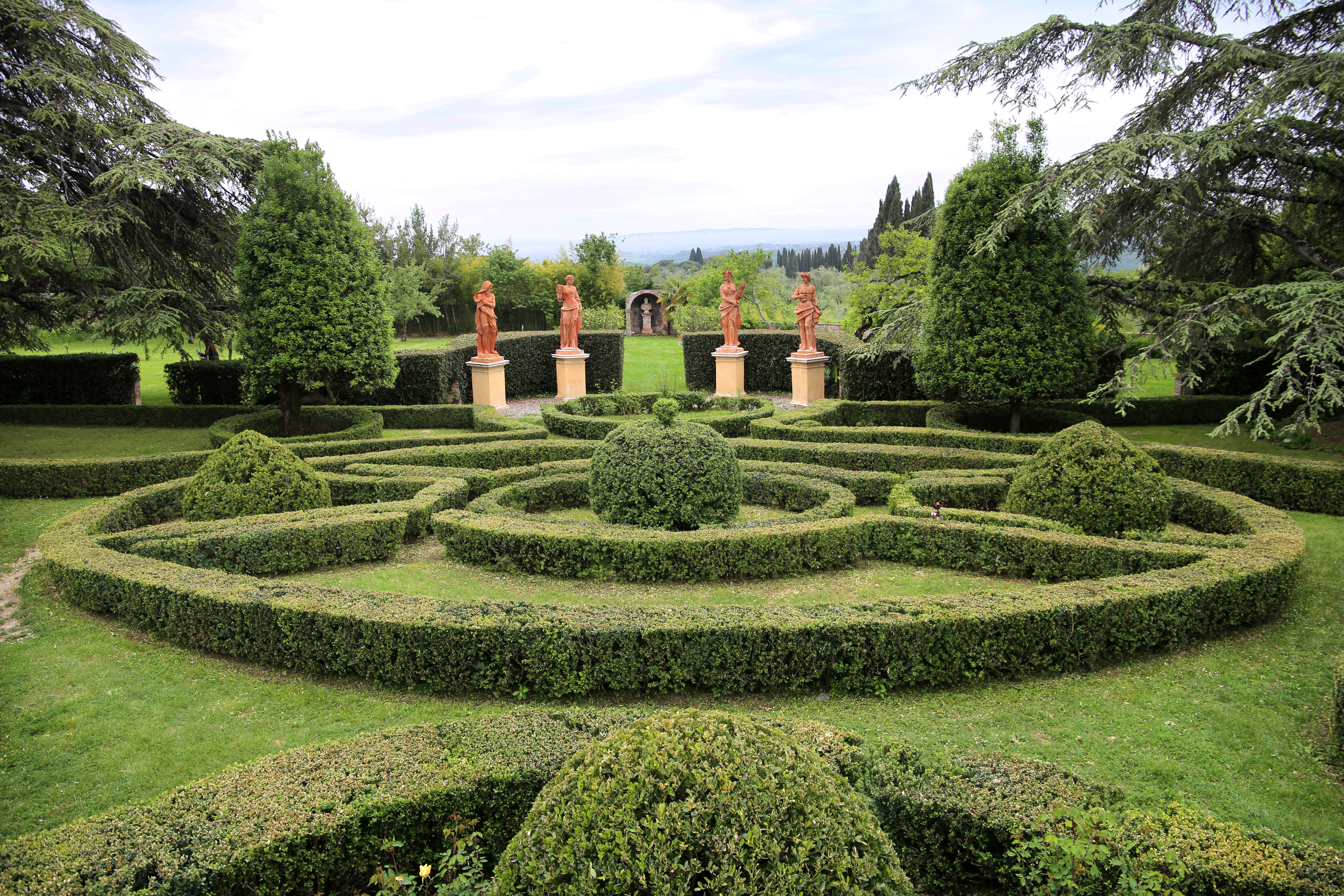
I giardini

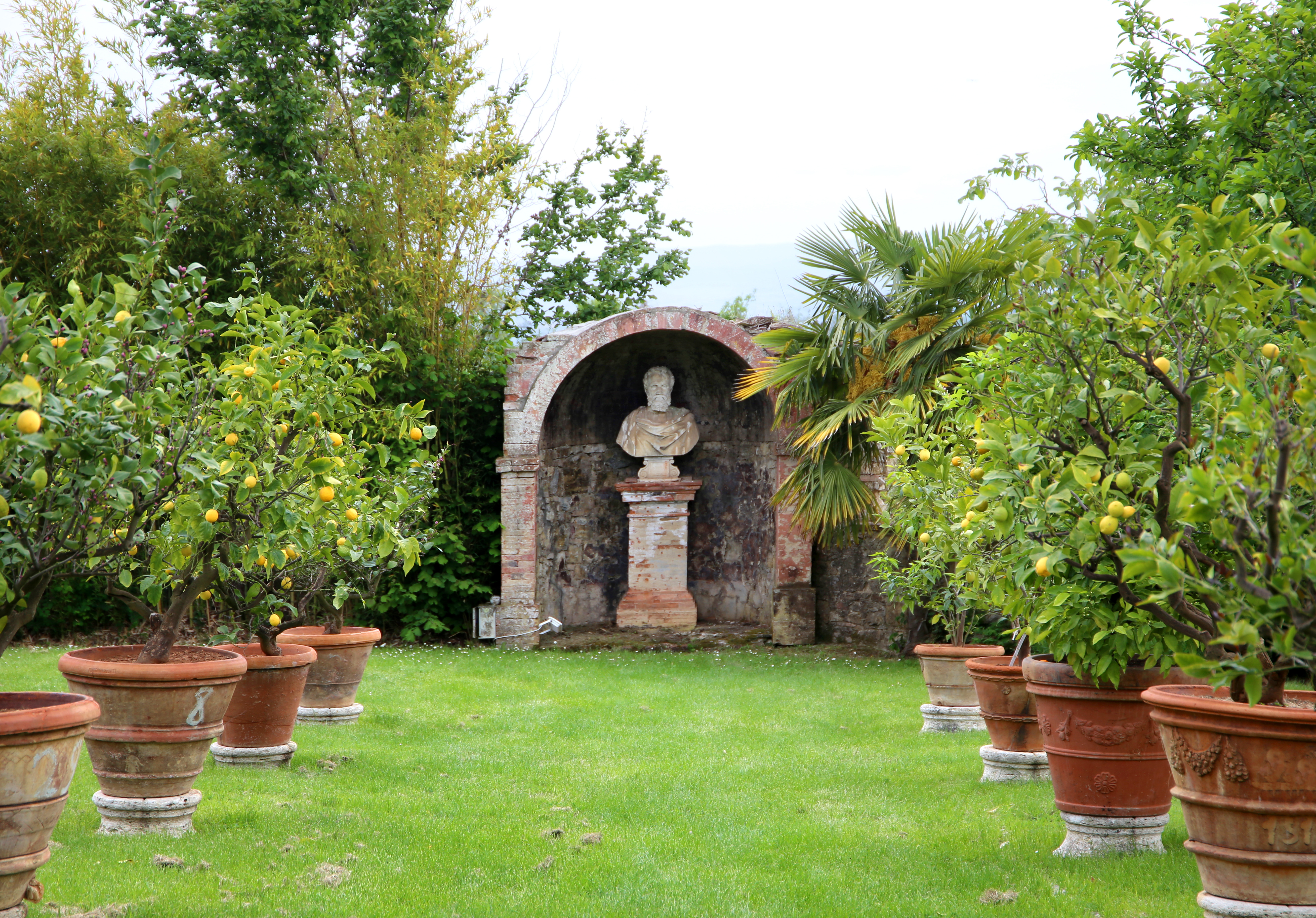
I giardini

Lateralmente alla villa una doppia rampa di scale immette nel giardino all'italiana posto ad un livello inferiore.
Questo è suddiviso in tre settori principali: il primo è composto da aiuole bordate di siepi in bosso e ornate con sfere della stessa essenza; il secondo, diviso dal precedente da una siepe di leccio che fa da cornice alle statue delle Quattro Stagioni, è composto da un ampio prato con piante di limoni in grandi vasi di terracotta ed alberi da frutto; il terzo, anch'esso a prato, sta tra la limonaia e un suggestivo berceau ("culla") in leccio.
Elementi di arredo del giardino sono anche alcune vasche di raccolta dell'acqua piovana, una nicchia con busto in pietra, una grotta posta sotto la scalinata d'accesso, vasi decorativi e sculture di soggetto animale posti sui muri che dividono i vari settori.
Dietro la limonaia, posta a chiusura di un lato del giardino, si trova un viale di cipressi che accede ad un belvedere semicircolare all'interno di un boschetto di lecci e cipressi.